# ランディ・クルメナッハ
ランディ・クルメナッハ ( Randy Krummenacher, 1990年2月24日 - ) は、スイス・チューリヒ州 Grüt 出身のオートバイレーサー。2019年のスーパースポーツ世界選手権チャンピオン。

## 経歴
スイス国内のポケットバイク選手権を制したあと、2003年にドイツのADACジュニアカップに参戦、翌年からはドイツロードレース選手権(IDM)125ccクラスに参戦を開始。2004年はシリーズ12位、2005年はシリーズ6位、2006年はシリーズ9位の成績を残した。また2006年は負傷欠場となったフリアン・シモンの代役としてロードレース世界選手権第9戦イギリスGPから2戦レッドブル・KTM125ccチームから出場、グランプリデビューを果たした。さらにこの年はスペインロードレース選手権(CEV)にもスポット参戦し、デビュー戦で3位表彰台に立った。
2007年、クルメナッハはレッドブル・KTMチームからロードレース世界選手権125ccクラスにフル参戦を開始した。第7戦カタルーニャGP、チームメイトの小山知良がGP初優勝を遂げたこのレースでクルメナッハは初表彰台となる3位を獲得、この年のシリーズランキングでは13位を記録した。
2008年、KTMチームに残留したクルメナッハは第2戦スペインGP前にマウンテンバイクでのトレーニング中に転倒し、脾臓破裂の重傷を負う。脾臓摘出手術のために2戦を欠場し、また欠場明け後も体調不良に苦しみ、シリーズランキングは25位に沈んだ。
2009年はアリー・モレナー・レーシングに移籍、マシンをアプリリアのファクトリーマシン、RSA125に乗り換えることとなった。しかしクルメナッハはこの新しいマシンへの順応に苦しみ、シリーズ21位に終わった。
2010年シーズンもモレナー・レーシングに残留、クルメナッハは17戦中16戦で完走、15戦でポイントを獲得する安定した走りを見せ、ここまでの自己ベストとなる年間ランキング9位を記録した。しかし第13戦アラゴンGPではスタート直後の第1コーナーで、ポイントリーダーだったマルク・マルケスを巻き込んで転倒、これが危険行為と判定されて失格処分を受けてしまった。
2011年は、キーファー・レーシングの援助を受けた新興チーム「GPチームスイッツランド」から中量級Moto2クラスに参戦。シーズン序盤からコンスタントにポイントを重ね、第9戦ドイツGPでは4位に入賞し、一時はルーキー勢3番手となるランキング9位につけていた。だがそれ以降は急速に成績が低下し、後半戦に入ると一度もポイントを獲得することができず、最終的にランキング17位に終わった。

## ロードレース世界選手権 戦績
- 凡例
- ボールド体のレースはポールポジション、イタリック体のレースはファステストラップを記録。

| シーズン | クラス | バイク     | 1      | 2      | 3      | 4       | 5      | 6      | 7       | 8      | 9      | 10      | 11      | 12      | 13     | 14     | 15     | 16      | 17     | シリーズ順位 | ポイント |
| -------- | ------ | ---------- | ------ | ------ | ------ | ------- | ------ | ------ | ------- | ------ | ------ | ------- | ------- | ------- | ------ | ------ | ------ | ------- | ------ | ------------ | -------- |
| 2006年   | 125cc  | KTM        | SPA    | QAT    | TUR    | CHN     | FRA    | ITA    | CAT     | NED    | GBR 20 | GER 16  | CZE     | MAL     | AUS    | JPN    | POR 16 | VAL Ret |        | NC           | 0        |
| 2007年   | 125cc  | KTM        | QAT 19 | SPA 17 | TUR 15 | CHN 27  | FRA 13 | ITA 13 | CAT 3   | GBR 13 | NED 12 | GER 5   | CZE 9   | SMR 6   | POR 10 | JPN 19 | AUS 12 | MAL 17  | VAL 15 | 13位         | 69       |
| 2008年   | 125cc  | KTM        | QAT 22 | SPA    | POR    | CHN Ret | FRA 10 | ITA 17 | CAT 15  | GBR 13 | NED 19 | GER Ret | CZE 23  | SMR 26  | IND    | JPN    | AUS 21 | MAL 19  | VAL 17 | 25位         | 10       |
| 2009年   | 125cc  | アプリリア | QAT 22 | JPN 18 | SPA 17 | FRA 15  | ITA 13 | CAT 10 | NED Ret | GER 11 | GBR 18 | CZE 17  | IND Ret | SMR 17  | POR 10 | AUS 15 | MAL 13 | VAL 9   |        | 21位         | 32       |
| 2010年   | 125cc  | アプリリア | QAT 6  | SPA 8  | FRA 14 | ITA 6   | GBR 7  | NED 6  | CAT 7   | GER 11 | CZE 17 | IND 7   | SMR 9   | ARA DSQ | JPN 11 | MAL 10 | AUS 9  | POR 7   | VAL 9  | 9位          | 113      |
| 2011年   | Moto2  | カレックス | QAT 27 | SPA 27 | POR 7  | FRA 12  | CAT 5  | GBR 11 | NED 9   | ITA 13 | GER 4  | CZE Ret | IND 21  | SMR 19  | ARA 21 | JPN 24 | AUS 21 | MAL 21  | VAL 16 | 17位         | 52       |